# Liste der Kulturdenkmale in Mehmels
Die Liste der Kulturdenkmale in Mehmels umfasst die als Ensembles, Straßenzüge und Einzeldenkmale erfassten Kulturdenkmale in der thüringischen Gemeinde Mehmels im Landkreis Schmalkalden-Meiningen mit dem Stand vom 24. Februar 2025.
Die Angaben in der Liste ersetzen nicht die rechtsverbindliche Auskunft der zuständigen Denkmalschutzbehörde.

## Legende
- Bild: zeigt ein Bild des Kulturdenkmals und gegebenenfalls einen Link zu weiteren Fotos des Kulturdenkmals im Medienarchiv Wikimedia Commons
- Bezeichnung: Name, Bezeichnung oder die Art des Kulturdenkmals
- Lage: Wenn vorhanden Straßenname und Hausnummer des Kulturdenkmals; Grundsortierung der Liste erfolgt nach dieser Adresse. Der Link Karte führt zu verschiedenen Kartendarstellungen und nennt die Koordinaten des Kulturdenkmals.
 Kartenansicht, um Koordinaten zu setzen – in dieser Kartenansicht sind Kulturdenkmale ohne Koordinaten mit einem roten bzw. orangen Marker dargestellt und können in der Karte gesetzt werden. Kulturdenkmale ohne Bild sind mit einem blauen bzw. roten Marker gekennzeichnet, Kulturdenkmale mit Bild mit einem grünen bzw. orangen Marker.
- Datierung: gibt das Jahr der Fertigstellung beziehungsweise das Datum der Erstnennung oder den Zeitraum der Errichtung an
- Beschreibung: bauliche und geschichtliche Einzelheiten des Kulturdenkmals, vorzugsweise die Denkmaleigenschaften
- ID: Die ID identifiziert das Kulturdenkmal eindeutig. In Thüringen sind aktuell keine IDs veröffentlicht. In der ID-Spalte kann sich auch folgendes Icon  befinden, dies führt zu Angaben zu diesem Kulturdenkmal bei Wikidata.

## Einzeldenkmale nach Gemarkungen

### Mehmels
| Bild                                    | Bezeichnung                                                  | Lage                                           | Datierung | Beschreibung            | ID |
| --------------------------------------- | ------------------------------------------------------------ | ---------------------------------------------- | --------- | ----------------------- | -- |
| BW                                      | Katzbrücke                                                   | Mehmels, Hanfsack (Karte)                      |           |                         |    |
| BW                                      | Brunnen                                                      | Mehmels, Katzastraße (Karte)                   |           |                         |    |
| BW                                      | Ehemaliges Gasthaus                                          | Mehmels, Katzastraße 29 (Karte)                |           | mit Saal und Grundstück |    |
| BW                                      | Ehemaliges Gasthaus: Kegelbahn                               | Mehmels, Katzastraße 29 (Karte)                |           |                         |    |
| BW                                      | Dorfbackhaus                                                 | Mehmels, Katzastraße 42 (Karte)                |           |                         |    |
| Direkt Bild zu diesem Denkmal hochladen | Wegweiserstein                                               | Mehmels, Kirchgasse                            |           |                         |    |
| BW                                      | Schule                                                       | Mehmels, Kirchgasse 11 (Karte)                 |           |                         |    |
| weitere Bilder Fotos hochladen          | Evangelische Kirche                                          | Mehmels, Kirchgasse 104 (Karte)                |           | mit Ausstattung         |    |
| BW                                      | Kirchhof                                                     | Mehmels, Kirchgasse 104 (Karte)                |           |                         |    |
| BW                                      | Schlachthaus                                                 | Mehmels, Kümmelbach 8 (Karte)                  |           |                         |    |
| BW                                      | Wohnhaus                                                     | Mehmels, Mühlengasse 10 (Karte)                |           |                         |    |
| Fotos hochladen                         | Wegweiserstein                                               | Mehmels, Kreuzung Mehmels, Wahns, Solz (Karte) |           |                         |    |
| BW                                      | Flurstein                                                    | Mehmels, Rinderstall (Karte)                   |           |                         |    |
| BW                                      | Flurstein                                                    | Mehmels, bei Kreuzung Richtung Solz (Karte)    |           |                         |    |
| BW                                      | Wegweiserstein                                               | Mehmels, Dorflinde (Karte)                     |           |                         |    |
| BW                                      | Flurstein                                                    | Mehmels, Fischzucht (Karte)                    |           |                         |    |
| BW                                      | Flurstein                                                    | Mehmels, Einfahrt Fuchsgrund (Karte)           |           |                         |    |
| Direkt Bild zu diesem Denkmal hochladen | Zweibogenbrücke                                              | Mehmels, an der L 2691                         |           |                         |    |
| Direkt Bild zu diesem Denkmal hochladen | Grenzsteine / Grenzverlauf Herzogtum Sachsen-Meiningen       | Mehmels                                        |           |                         |    |
| Direkt Bild zu diesem Denkmal hochladen | Grenzsteine / Grenzverlauf Herzogtum Sachsen-Weimar-Eisenach | Mehmels                                        |           |                         |    |